# ジギー・スターダスト・ツアー
ジギー・スターダスト・ツアー（英語: Ziggy Stardust Tour）は、イギリスのミュージシャンであるデヴィッド・ボウイが1972年から1973年にかけて行った、アルバム『ハンキー・ドリー』と『ジギー・スターダスト』と『アラジン・セイン』のリリースに伴うコンサート・ツアー。

## 概要
このツアーにてボウイは架空のロックスター「ジギー・スターダスト」を演じ、バックバンドの「ザ・スパイダーズ・フロム・マーズ」と共にイギリス、アメリカ合衆国、日本を周った。ツアー最終日の1973年7月3日、ロンドンのハマースミス・オデオン公演で「このショーはツアーの最終日というだけでなく、私たちの最後のショーでもある」と発言し「ジギー」と「ザ・スパイダー・フロム・マーズ」としての引退宣言をしたが、世間にはボウイ自身が引退したと解釈され、メディアの注目を集めた。
ツアー最終日のロンドン公演は撮影されて1983年に映画『ジギー・スターダスト』として公開され、サウンドトラック『ジギー・スターダスト・ザ・モーション・ピクチャー』もリリースされた。また、1984年にはホームビデオとしてもリリースされた。1972年10月20日のサンタモニカ公演の録音は『ライヴ・サンタ・モニカ '72』として2008年にリリースされた。

## セットリスト
これは1973年7月3日にイングランドのロンドンで行われたライブのセットリストであり、ツアー期間中の全てのセットリストを表すものではない。
1. 交響曲第9番「合唱」第4楽章 (歓喜の歌)
2. 君の意志のままに（英語版）
3. ジギー・スターダスト
4. あの男を注意しろ（英語版）
5. フリークラウドから来たワイルドな瞳の少年（英語版）
6. すべての若き野郎ども
7. ユー・プリティ・シングス（英語版）
8. 月世界の白昼夢（英語版）
9. チェンジズ
10. スペイス・オディティ
11. マイ・デス
12. ウィリアム・テル序曲
13. 気のふれた男優（英語版）
14. 時間（英語版）
15. 円軌道の幅（英語版）
16. 夜をぶっとばせ
17. サフラジェット・シティ
18. ホワイト・ライト／ホワイト・ヒート（英語版）
19. ジーン・ジニー（英語版）
20. ラヴ・ミー・ドゥ
21. アラウンド・アンド・アラウンド（英語版）
22. ロックン・ロールの自殺者（英語版）

## 演奏された曲
『スペイス・オディティ』から
- スペイス・オディティ
- フリークラウドから来たワイルドな瞳の少年
- フリー・フェスティバルの思い出

『世界を売った男』から
- 円軌道の幅
- スーパーメン

『ハンキー・ドリー』から
- チェンジズ
- ユー・プリティ・シングス
- 火星の生活
- 流砂
- アンディ・ウォーホル
- ボブ・ディランに捧げる歌
- クイーン・ビッチ

『ジギー・スターダスト』から
- 5年間
- 月世界の白昼夢
- スターマン
- レディ・スターダスト
- 君の意志のままに
- ジギー・スターダスト
- サフラジェット・シティ
- ロックン・ロールの自殺者

『アラジン・セイン』から
- あの男を注意しろ
- アラジン・セイン (1913・1938・197?)
- ドライヴ・インの土曜日
- デトロイトでのパニック
- 気のふれた男優
- 時間
- プリティエスト・スター
- 夜をぶっとばせ
- ジーン・ジニー

その他の曲
- アイ・フィール・フリー
- 交響曲第9番「合唱」第4楽章 (歓喜の歌)
- すべての若き野郎ども
- アムステルダム
- ジョン・アイム・オンリー・ダンシング
- ラヴ・ミー・ドゥ
- マイ・デス
- アラウンド・アンド・アラウンド
- ホワイト・ライト/ホワイト・ヒート

## 参加ミュージシャン
- デヴィッド・ボウイ (ジギー・スターダスト) – リード・ボーカル、ギター、ハーモニカ

ザ・スパイダー・フロム・マーズ
- ミック・ロンソン - ギター、バッキング・ボーカル
- トレヴァー・ボルダー（英語版） - ベース
- ミック・ウッドマンシー（英語版） - ドラムス

その他のミュージシャン
- ロビン・ラムリー（英語版） - ピアノ (1972年6月-7月)[4]
- ニッキー・グラハム（英語版） - ピアノ (1972年8月-9月)[5]
- マイク・ガーソン（英語版） - ピアノ (1972年9月-1973年7月)[6]

## ツアー日程
| 日付           | 都市                         | 国             | 会場                                       |
| ヨーロッパ     | ヨーロッパ                   | ヨーロッパ     | ヨーロッパ                                 |
| -------------- | ---------------------------- | -------------- | ------------------------------------------ |
| 1972年1月29日  | アイルズベリー               | イングランド   | 集会所                                     |
| 1972年2月10日  | ロンドン                     | イングランド   | トビー・ジャグ                             |
| 1972年2月11日  | ハイ・ウィカム               | イングランド   | ハイ・ウィカム市庁舎                       |
| 1972年2月12日  | ロンドン                     | イングランド   | インペリアル・カレッジ・ロンドン           |
| 1972年2月14日  | ブライトン                   | イングランド   | ブライトン・ドーム                         |
| 1972年2月14日  | シェフィールド               | イングランド   | シェフィールド大学                         |
| 1972年2月23日  | チチェスター                 | イングランド   | チチェスター・カレッジ                     |
| 1972年2月24日  | ウォリントン                 | イングランド   | ウォリントン公会堂                         |
| 1972年2月25日  | ロンドン                     | イングランド   | エイブリー・ヒル・カレッジ                 |
| 1972年2月26日  | サットン・コールドフィールド | イングランド   | ベルフライ・ホテル                         |
| 1972年2月29日  | サンダーランド               | イングランド   | ロカルノ・ボールルーム                     |
| 1972年3月1日   | ブリストル                   | イングランド   | ブリストル大学                             |
| 1972年3月4日   | ポーツマス                   | イングランド   | ポーツマス・ギルドホール                   |
| 1972年3月7日   | ヨービル                     | イングランド   | ヨービル・カレッジ                         |
| 1972年3月11日  | サウサンプトン               | イングランド   | サウサンプトン・ギルドホール               |
| 1972年3月14日  | ボーンマス                   | イングランド   | チェルシー・ビレッジ                       |
| 1972年4月18日  | バーミンガム                 | イングランド   | バーミンガム市庁舎                         |
| 1972年4月20日  | ハーロウ                     | イングランド   | プレイハウス                               |
| 1972年4月21日  | マンチェスター               | イングランド   | フリー・トレード・ホール                   |
| 1972年4月30日  | プリマス                     | イングランド   | プリマス・ギルドホール                     |
| 1972年5月6日   | ロンドン                     | イングランド   | キングストン・ポリテクニック               |
| 1972年5月7日   | ヘメル・ヘムステッド         | イングランド   | パビリオン                                 |
| 1972年5月11日  | ワージング                   | イングランド   | 集会所                                     |
| 1972年5月12日  | ロンドン                     | イングランド   | セントラル・ロンドン・ポリテクニック       |
| 1972年5月13日  | スラウ                       | イングランド   | スラウ大学                                 |
| 1972年5月19日  | オックスフォード             | イングランド   | オックスフォード・ブルックス大学           |
| 1972年5月20日  | オックスフォード             | イングランド   | オックスフォード・ブルックス大学           |
| 1972年5月25日  | ボーンマス                   | イングランド   | チェルシー・ビレッジ                       |
| 1972年5月27日  | エプソム                     | イングランド   | エベイシャム・ホール                       |
| 1972年6月2日   | ニューカッスル               | イングランド   | ニューカッスル市庁舎                       |
| 1972年6月3日   | リヴァプール                 | イングランド   | リヴァプール・スタジアム                   |
| 1972年6月4日   | プレストン                   | イングランド   | プレストン公会堂                           |
| 1972年6月6日   | ブラッドフォード             | イングランド   | セント・ジョージズ・ホール                 |
| 1972年6月7日   | シェフィールド               | イングランド   | シェフィールド市庁舎                       |
| 1972年6月8日   | ミドルズブラ                 | イングランド   | ミドルズブラ市庁舎                         |
| 1972年6月10日  | レスター                     | イングランド   | レスター・ポリテクニック                   |
| 1972年6月13日  | ブリストル                   | イングランド   | コルストン・ホール                         |
| 1972年6月17日  | オックスフォード             | イングランド   | オックスフォード市庁舎                     |
| 1972年6月19日  | サウサンプトン               | イングランド   | サウサンプトン・ギルドホール               |
| 1972年6月21日  | ダンスタブル                 | イングランド   | アンスタブル・シビック・ホール             |
| 1972年6月24日  | ギルフォード                 | イングランド   | ギルフォード・シビック・ホール             |
| 1972年6月25日  | クロイドン                   | イングランド   | グレイハウンド                             |
| 1972年7月2日   | トーキー                     | イングランド   | レインボー・パビリオン                     |
| 1972年7月8日   | ロンドン                     | イングランド   | ロイヤル・フェスティバル・ホール           |
| 1972年7月14日  | ロンドン                     | イングランド   | キングス・クロス・シネマ                   |
| 1972年7月15日  | アイルズベリー               | イングランド   | 集会所                                     |
| 1972年7月18日  | アイルズベリー               | イングランド   | 集会所                                     |
| 1972年8月19日  | ロンドン                     | イングランド   | レインボー・シアター                       |
| 1972年8月20日  | ロンドン                     | イングランド   | レインボー・シアター                       |
| 1972年8月28日  | ブリストル                   | イングランド   | ロカルノ・センター                         |
| 1972年8月31日  | ボーンマス                   | イングランド   | ロイヤル・ボールルーム                     |
| 1972年9月1日   | ドンカスター                 | イングランド   | トップ・ランク・スイート                   |
| 1972年9月2日   | マンチェスター               | イングランド   | ハード・ロック                             |
| 1972年9月3日   | マンチェスター               | イングランド   | ハード・ロック                             |
| 1972年9月4日   | リヴァプール                 | イングランド   | トップ・ランク・スイート                   |
| 1972年9月5日   | サンダーランド               | イングランド   | トップ・ランク・スイート                   |
| 1972年9月6日   | シェフィールド               | イングランド   | トップ・ランク・スイート                   |
| 1972年9月7日   | ハンリー                     | イングランド   | トップ・ランク・スイート                   |
| 北米           |                              |                |                                            |
| 1972年9月22日  | クリーブランド               | アメリカ合衆国 | クリーブランド・ミュージック・ホール       |
| 1972年9月24日  | メンフィス                   | アメリカ合衆国 | エリス・オーディトリアム                   |
| 1972年9月28日  | ニューヨーク                 | アメリカ合衆国 | カーネギー・ホール                         |
| 1972年10月1日  | ボストン                     | アメリカ合衆国 | ボストン・ミュージック・ホール             |
| 1972年10月7日  | シカゴ                       | アメリカ合衆国 | オーディトリアム・シアター                 |
| 1972年10月8日  | デトロイト                   | アメリカ合衆国 | フィッシャー・シアター                     |
| 1972年10月9日  | インディアナポリス           | アメリカ合衆国 | 不明                                       |
| 1972年10月10日 | セントルイス                 | アメリカ合衆国 | キール・オーディトリアム                   |
| 1972年10月11日 | セントルイス                 | アメリカ合衆国 | キール・オーディトリアム                   |
| 1972年10月15日 | ソルトレイクシティ           | アメリカ合衆国 | 不明                                       |
| 1972年10月20日 | サンタモニカ                 | アメリカ合衆国 | サンタモニカ・シビック・オーディトリアム   |
| 1972年10月21日 | サンタモニカ                 | アメリカ合衆国 | サンタモニカ・シビック・オーディトリアム   |
| 1972年10月27日 | サンフランシスコ             | アメリカ合衆国 | ウィンターランド・ボールルーム             |
| 1972年10月28日 | サンフランシスコ             | アメリカ合衆国 | ウィンターランド・ボールルーム             |
| 1972年10月31日 | シアトル                     | アメリカ合衆国 | パラマウント・シアター                     |
| 1972年11月4日  | フェニックス                 | アメリカ合衆国 | セレブリティ・シアター                     |
| 1972年11月14日 | ニューオーリンズ             | アメリカ合衆国 | ロヨラ大学                                 |
| 1972年11月17日 | デイニア                     | アメリカ合衆国 | パイレーツ・ワールド                       |
| 1972年11月18日 | アトランタ                   | アメリカ合衆国 | 不明                                       |
| 1972年11月20日 | ナッシュビル                 | アメリカ合衆国 | ナッシュビル市立公会堂                     |
| 1972年11月22日 | ニューオーリンズ             | アメリカ合衆国 | 倉庫                                       |
| 1972年11月23日 | ルイビル                     | アメリカ合衆国 | 不明                                       |
| 1972年11月24日 | シンシナティ                 | アメリカ合衆国 | 不明                                       |
| 1972年11月25日 | クリーブランド               | アメリカ合衆国 | クリーブランド・ミュージック・ホール       |
| 1972年11月26日 | クリーブランド               | アメリカ合衆国 | クリーブランド・ミュージック・ホール       |
| 1972年11月28日 | ピッツバーグ                 | アメリカ合衆国 | スタンレー・シアター                       |
| 1972年11月30日 | アッパー・ダービー           | アメリカ合衆国 | タワー・シアター                           |
| 1972年12月1日  | アッパー・ダービー           | アメリカ合衆国 | タワー・シアター                           |
| 1972年12月2日  | アッパー・ダービー           | アメリカ合衆国 | タワー・シアター                           |
| ヨーロッパ     |                              |                |                                            |
| 1972年12月23日 | ロンドン                     | イングランド   | レインボー・シアター                       |
| 1972年12月24日 | ロンドン                     | イングランド   | レインボー・シアター                       |
| 1972年12月28日 | マンチェスター               | イングランド   | ハード・ロック                             |
| 1973年1月5日   | グラスゴー                   | スコットランド | グリーンズ・プレイハウス                   |
| 1973年1月6日   | エディンバラ                 | スコットランド | エンパイア・シアター                       |
| 1973年1月7日   | ニューカッスル               | イングランド   | ニューカッスル市庁舎                       |
| 1973年1月9日   | プレストン                   | イングランド   | プレストン・ギルド・ホール                 |
| 北米           |                              |                |                                            |
| 1973年2月14日  | ニューヨーク                 | アメリカ合衆国 | ラジオシティ・ミュージックホール           |
| 1973年2月15日  | ニューヨーク                 | アメリカ合衆国 | ラジオシティ・ミュージックホール           |
| 1973年2月16日  | アッパー・ダービー           | アメリカ合衆国 | タワー・シアター                           |
| 1973年2月17日  | アッパー・ダービー           | アメリカ合衆国 | タワー・シアター                           |
| 1973年2月18日  | アッパー・ダービー           | アメリカ合衆国 | タワー・シアター                           |
| 1973年2月19日  | アッパー・ダービー           | アメリカ合衆国 | タワー・シアター                           |
| 1973年2月23日  | ナッシュビル                 | アメリカ合衆国 | ウォー・メモリアル・オーディトリアム       |
| 1973年2月26日  | メンフィス                   | アメリカ合衆国 | エリス・オーディトリアム                   |
| 1973年2月27日  | メンフィス                   | アメリカ合衆国 | エリス・オーディトリアム                   |
| 1973年3月1日   | デトロイト                   | アメリカ合衆国 | デトロイト・フリーメイソン寺院             |
| 1973年3月2日   | デトロイト                   | アメリカ合衆国 | デトロイト・フリーメイソン寺院             |
| 1973年3月10日  | ロングビーチ                 | アメリカ合衆国 | ロングビーチ・アリーナ                     |
| 1973年3月12日  | ウェスト・ハリウッド         | アメリカ合衆国 | ハリウッド・パラディウム                   |
| アジア         |                              |                |                                            |
| 1973年4月8日   | 東京                         | 日本           | 東京厚生年金会館                           |
| 1973年4月10日  | 東京                         | 日本           | 東京厚生年金会館                           |
| 1973年4月11日  | 東京                         | 日本           | 東京厚生年金会館                           |
| 1973年4月12日  | 名古屋                       | 日本           | 名古屋市公会堂                             |
| 1973年4月14日  | 広島                         | 日本           | 広島郵便貯金会館                           |
| 1973年4月16日  | 神戸                         | 日本           | 神戸国際会館                               |
| 1973年4月17日  | 大阪                         | 日本           | 大阪厚生年金会館                           |
| 1973年4月18日  | 東京                         | 日本           | 渋谷公会堂                                 |
| 1973年4月20日  | 東京                         | 日本           | 渋谷公会堂                                 |
| ヨーロッパ     |                              |                |                                            |
| 1973年5月12日  | ロンドン                     | イングランド   | アールズ・コート・エキシビション・センター |
| 1973年5月16日  | アバディーン                 | スコットランド | ミュージック・ホール・アバディーン         |
| 1973年5月17日  | ダンディー                   | スコットランド | ケアード・ホール                           |
| 1973年5月18日  | グラスゴー                   | スコットランド | グリーンズ・プレイハウス                   |
| 1973年5月19日  | エディンバラ                 | スコットランド | エンパイア・シアター                       |
| 1973年5月20日  | ノリッジ                     | イングランド   | シアター・ロイヤル                         |
| 1973年5月21日  | ノリッジ                     | イングランド   | シアター・ロイヤル                         |
| 1973年5月22日  | ロンドン                     | イングランド   | ラムフォード・オデオン                     |
| 1973年5月23日  | ブライトン                   | イングランド   | ブライトン・ドーム                         |
| 1973年5月24日  | ロンドン                     | イングランド   | ルイスハム・オデオン                       |
| 1973年5月25日  | ボーンマス                   | イングランド   | ボーンマス・ウィンター・ガーデンズ         |
| 1973年5月27日  | ギルフォード                 | イングランド   | ギルフォード・シビック・ホール             |
| 1973年5月28日  | ウルヴァーハンプトン         | イングランド   | ウルヴァーハンプトン・シビック・ホール     |
| 1973年5月29日  | ハンリー                     | イングランド   | ヴィクトリア・ホール                       |
| 1973年5月30日  | オックスフォード             | イングランド   | ニュー・シアター・オックスフォード         |
| 1973年5月31日  | ブラックバーン               | イングランド   | キング・ジョージズ・ホール                 |
| 1973年6月1日   | ブラッドフォード             | イングランド   | セント・ジョージズ・ホール                 |
| 1973年6月3日   | コヴェントリー               | イングランド   | ニュー・シアター・コヴェントリー           |
| 1973年6月4日   | ウスター                     | イングランド   | ゴーモント・シアター                       |
| 1973年6月5日   | シェフィールド               | イングランド   | シェフィールド市庁舎                       |
| 1973年6月6日   | シェフィールド               | イングランド   | シェフィールド市庁舎                       |
| 1973年6月7日   | マンチェスター               | イングランド   | フリー・トレード・ホール                   |
| 1973年6月8日   | ニューカッスル               | イングランド   | ニューカッスル市庁舎                       |
| 1973年6月9日   | プレストン                   | イングランド   | プレストン・ギルド・ホール                 |
| 1973年6月10日  | リヴァプール                 | イングランド   | リヴァプール・エンパイア・シアター         |
| 1973年6月11日  | レスター                     | イングランド   | モントフォート・ホール                     |
| 1973年6月12日  | チャタム                     | イングランド   | セントラル・ホール                         |
| 1973年6月13日  | ロンドン                     | イングランド   | ゴーモント・シアター                       |
| 1973年6月14日  | ソールズベリー               | イングランド   | ソールズベリー市庁舎                       |
| 1973年6月15日  | トーントン                   | イングランド   | トーントン・オデオン                       |
| 1973年6月16日  | トーキー                     | イングランド   | トーキー市庁舎                             |
| 1973年6月18日  | ブリストル                   | イングランド   | コルストン・ホール                         |
| 1973年6月19日  | サウサンプトン               | イングランド   | サウサンプトン・ギルドホール               |
| 1973年6月21日  | バーミンガム                 | イングランド   | バーミンガム市庁舎                         |
| 1973年6月22日  | バーミンガム                 | イングランド   | バーミンガム市庁舎                         |
| 1973年6月23日  | ボストン                     | イングランド   | グライダードローム                         |
| 1973年6月24日  | クロイドン                   | イングランド   | フェアフィールド・ホール                   |
| 1973年6月25日  | オックスフォード             | イングランド   | ニュー・シアター・オックスフォード         |
| 1973年6月26日  | オックスフォード             | イングランド   | ニュー・シアター・オックスフォード         |
| 1973年6月27日  | ドンカスター                 | イングランド   | トップ・ランク・スイート                   |
| 1973年6月28日  | ブリドリントン               | イングランド   | スパ・ボールルーム                         |
| 1973年6月29日  | リーズ                       | イングランド   | ロラレナ                                   |
| 1973年6月30日  | ニューカッスル               | イングランド   | ニューカッスル市庁舎                       |
| 1973年7月2日   | ロンドン                     | イングランド   | ハマースミス・オデオン                     |
| 1973年7月3日   | ロンドン                     | イングランド   | ハマースミス・オデオン                     |